# В зеркале
«В зе́ркале» (перс. آینه‌های روبرو‎, англ. Facing Mirrors) — иранский драматический фильм режиссёра Негар Азарбаяни, для которой он стал дебютным. Премьера состоялась 11 сентября 2011 года на Монреальском кинофестивале.

## Синопсис
Рана, наивная и религиозная женщина, из-за несправедливого ареста мужа вынуждена работать таксистом. Адинэ — состоятельная и с бунтарским нравом; сбежала из дому, чтобы избежать принудительного брака. Жизни Раны и Адинэ переплетаются, когда последняя подсаживается к первой в такси.

## В ролях
- Шайесте Ирани — Адинэ Толуи
- Газал Шакери — Рана
- Гомаюн Эршади — господин Толуи
- Марьям Бубани — Акрам
- Нима Шарох Шаги — Эмад Толуи
- Сабер Абар — Садех